# 里韦尔苏尔
里韦尔苏尔是巴西圣保罗州的一个市镇。总面积386.204平方公里，总人口6545人，人口密度16.9人/平方公里。